# Olive Ann Alcorn
Olive Ann Alcorn (10 mars 1900 - 8 janvier 1975) est une danseuse, modèle et actrice du cinéma muet.
Plus connue pour ses nus photographiques que son travail d'actrice, c'est une ancienne élève de la Denishawn School et elle a tourné avec Charlie Chaplin.

## Filmographie
- 1919 : For a Woman's Honor de Park Frame
- 1919 : Une Idylle aux champs (Sunnyside), de Charles Chaplin
- 1919 : The Long Arm of Mannister, de Bertram Bracken
- 1925 : Up The Ladder, de Edward Sloman
- 1925 : Le Fantôme de l'opéra (The Phantom of the Opera), de Rupert Julian